# Does

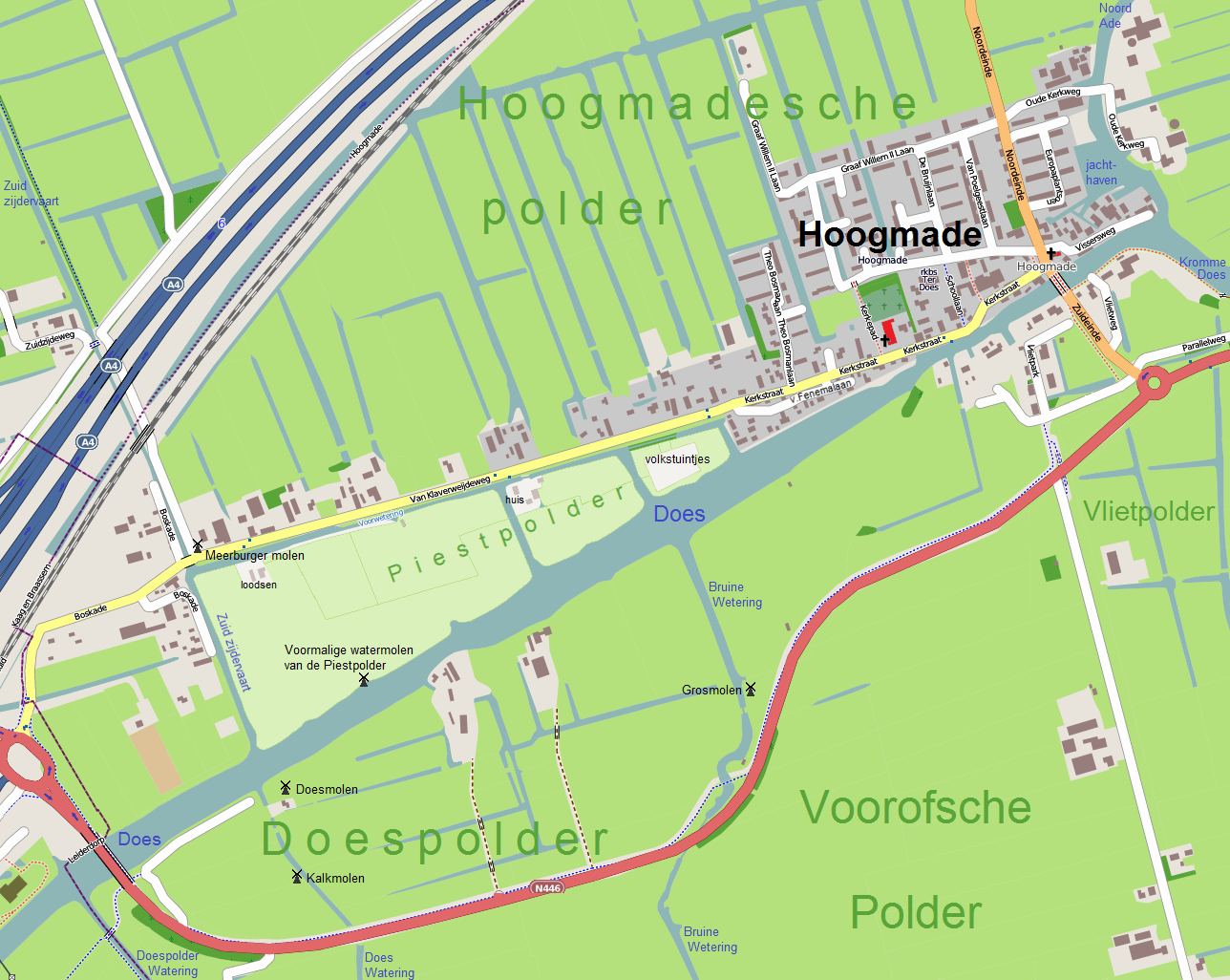
De Does op de kaart

De Does is een van de oudste kunstmatige watergangen in de Nederlandse provincie Zuid-Holland. Hij werd waarschijnlijk al vóór het jaar 1200 gegraven.

## Geschiedenis en functie
Omdat de monding van de Oude Rijn bij Katwijk in de 12e eeuw dichtslibde ontstonden grote afwateringsproblemen in het Rijnland. De Does werd daarom vanaf de Oude Rijn bij Leiderdorp naar het noordoosten gegraven voor een betere waterafvoer, ook van de omliggende veenmoerassen.
In de periode van de veenontginningen had de Does een belangrijke transportfunctie voor de afvoer van turf. In de twintigste eeuw werd het een belangrijke waterweg voor de recreatie- en pleziervaart, mede vanwege de nabijheid van de Kagerplassen en het Braassemermeer. Ter hoogte van Leiderdorp ligt een grote jachthaven aan de Does, de Doeshaven.
Het graven van de Does en enkele andere watergangen in deze regio (zoals de Zijl) leidde begin 13e eeuw tot de oprichting van het eerste waterschap in Nederland, thans het Hoogheemraadschap van Rijnland. De Does behoort nog steeds tot de boezemwateren binnen dit Hoogheemraadschap en dient dus al eeuwenlang voor de afwatering van de omliggende polders. Er staat nog steeds een aantal molens langs de Does. Het gemiddelde waterpeil ligt op 60 cm beneden Normaal Amsterdams Peil

## Ligging
De Does mondt bij Hoogmade uit in de Kromme Does en staat vandaar in verbinding met de Wijde Aa en het Braassemermeer. De Does en de Kromme Does worden omdat ze in elkaars verlengde liggen wel als één watergang beschouwd maar dit is dus onjuist: De –korte en bochtige– Kromme Does is een onderdeel van de Oude Ade, een natuurlijke veenstroom die vanaf het Braassemermeer via Hoogmade, Oud Ade en Zevenhuizen naar de Kagerplassen liep, terwijl de –langere en kaarsrechte– Does feitelijk een kanaal is van Leiderdorp naar de Oude Ade bij Hoogmade. Bij Hoogmade is daarom sprake van een driesprong: Langs dit dorp stroomt de Oude Ade (= Kromme Does) vanuit het Braassemermeer naar het noordwesten en hier splitst de Does (kanaal) af naar het zuidwesten richting Leiderdorp.
De Does ligt op het grondgebied van de huidige gemeenten Kaag en Braassem en Leiderdorp en loopt ongeveer evenwijdig met de A4. De N446 en de Groene Harttunnel van de HSL-Zuid kruisen beiden de Does.

## Naam
Does betekent 'begroeid moeras of veen'. Naar de Does zijn onder andere de Doespolder, de Doesmolen, het Doeshof, Huis ter Does, de familie "Van der Does" en Zwembad De Does genoemd. Ook de namen van diverse wegen in de omgeving verwijzen naar de watergang. De achternaam Doeswijk is vanaf de zestiende eeuw bekend in de streek.

## Afbeeldingen

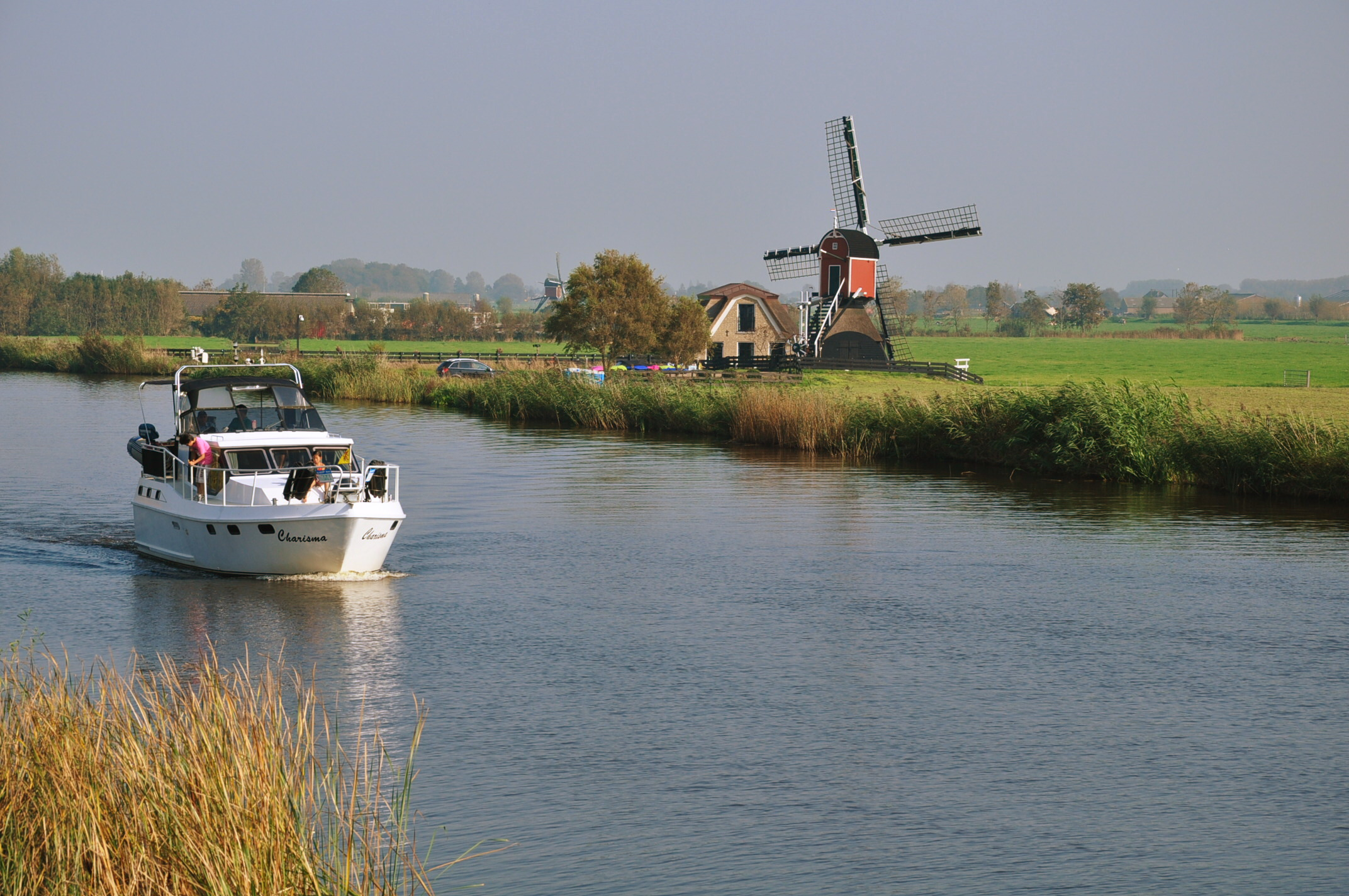
Bij de Doesmolen in de Doespolder
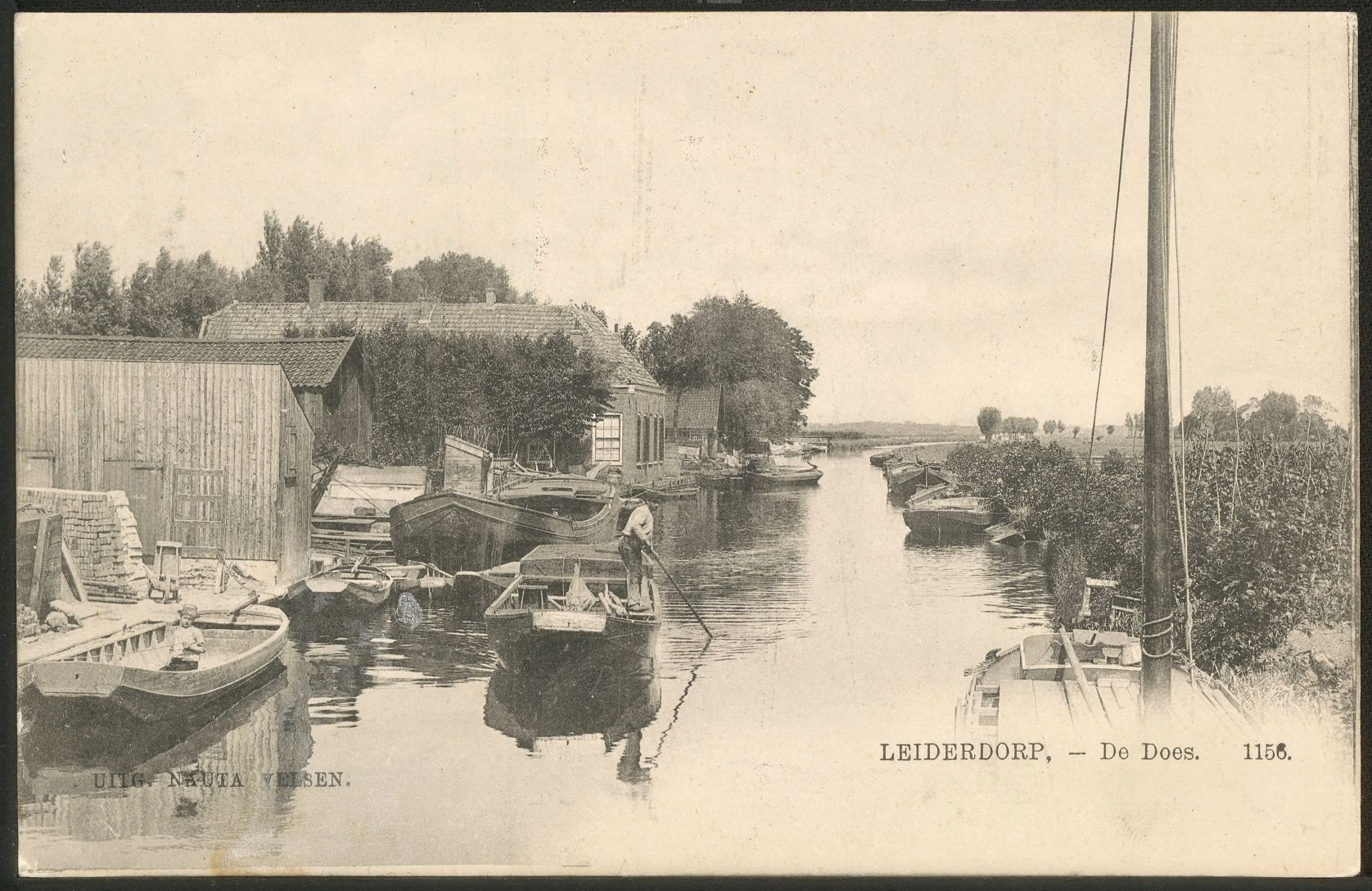
Bij Leiderdorp rond 1900
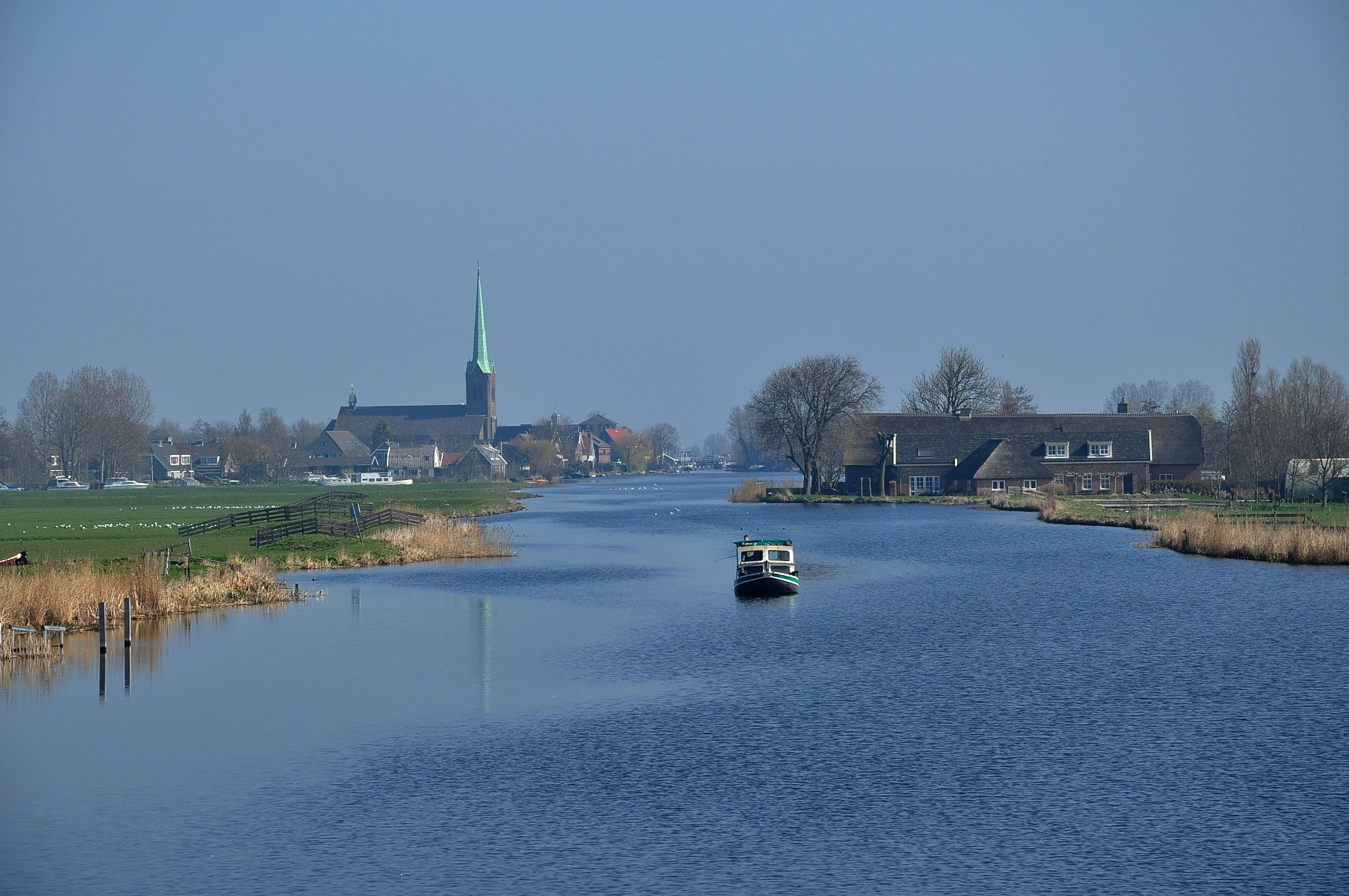
Hoogmade is gelegen aan de Does